# Валтери Филпула
Валтери Филпула (фин. Valtteri Filppula — Ванта, 20. март 1984) професионални је фински хокејаш на леду који игра на позицијама централног и крилног нападача. 
Члан је сениорске репрезентације Финске за коју је на међународној сцени дебитовао на ЗОИ 2010. у Ванкуверу када је селекција Финске освојила бронзану медаљу. 
Као играч Детроит ред вингса освојио је трофеј Стенли купа у сезони 2007/08. Исте сезоне проглашен је и за најбољег играча Финске. 
Учествовао је на улазном драфту НХЛ лиге 2002. где га је као 95. пика у трећој рунди одабрала екипа Ред вингса. У НХЛ лиги играо је још и за Тампа Беј лајтнингсе и Филаделфија флајерсе, а каријеру је започео у Финској играјући за екипу Јокерита. 
Његов старији брат Илари такође је професионални хокејаш на леду. 